# سنترال بارك

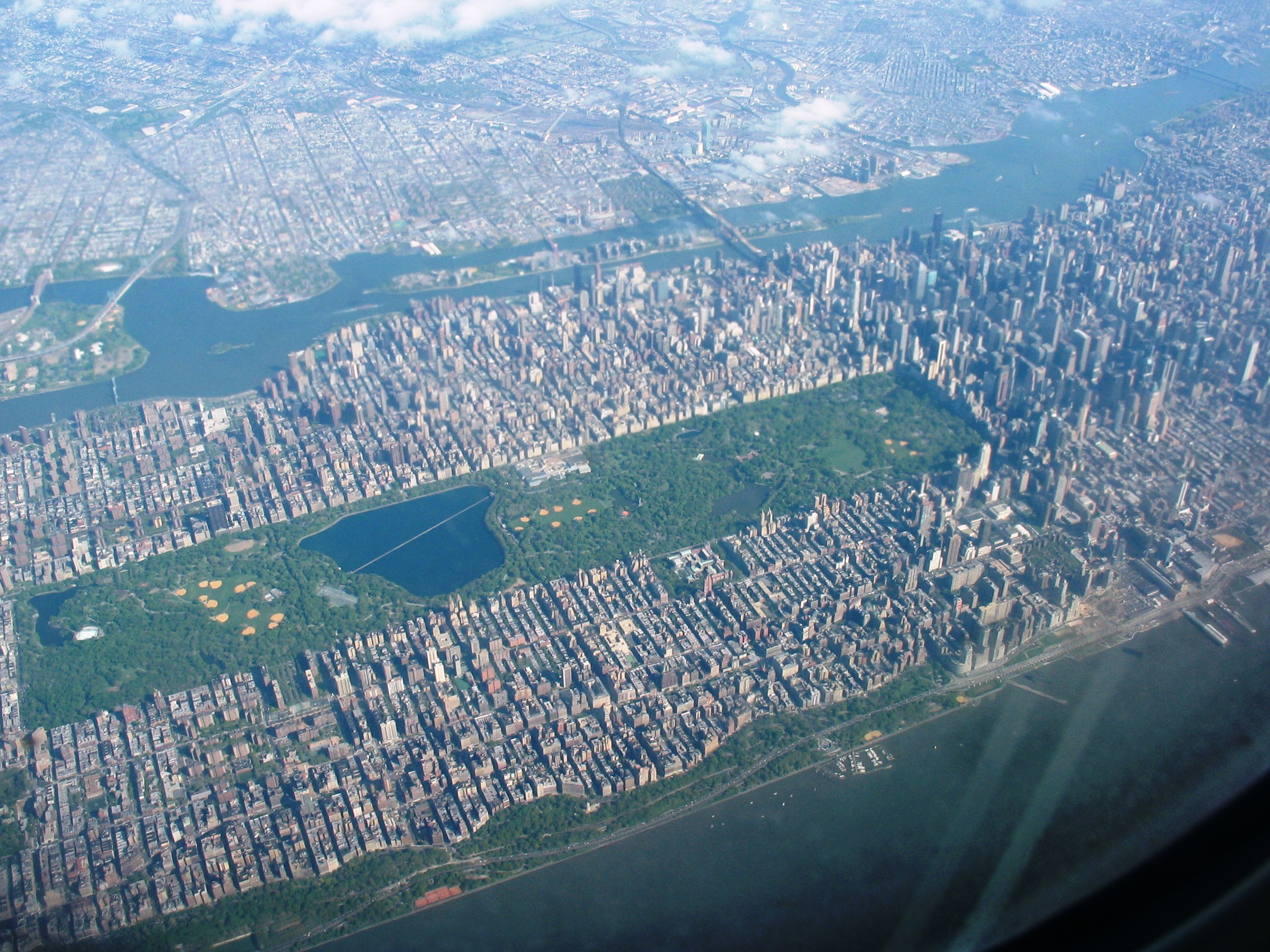
سنترال بارك

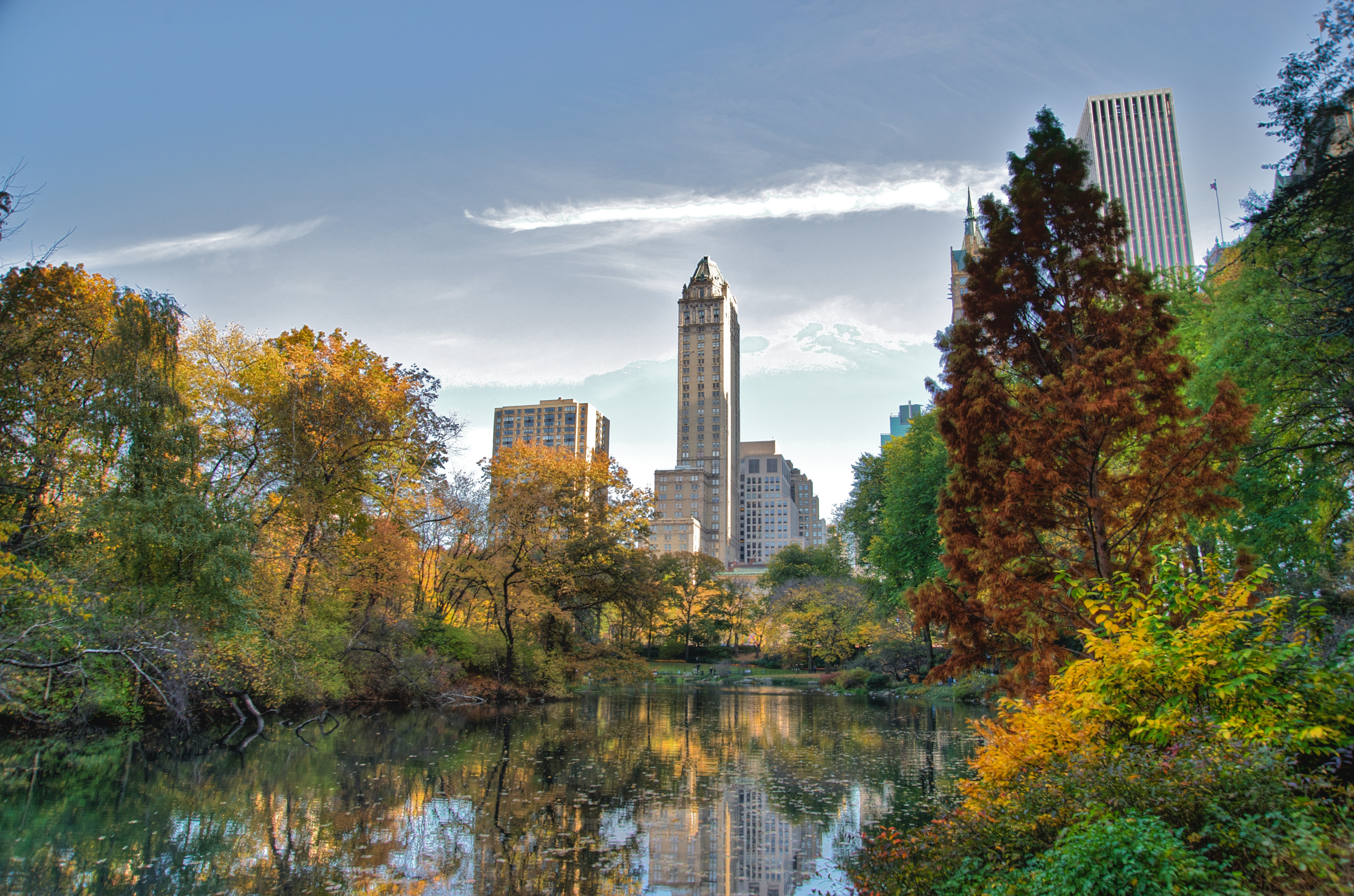
صورة لسنترال بارك من الجهة الجنوبية الغربية للحديقة

سنترال بارك هي حديقة كبيرة موجودة في مانهاتن، مدينة نيويورك، الولايات المتحدة. تبلغ مساحتها 3,4 كم², وتستقبل سنوياً حوالي 37.5 مليون زائر. وفاز فريدريك لو أولمستيد بمسابقة التصميم لتحسين وتوسيع الحديقة مع خطة لتحسين العشب. بدأ البناء في العام نفسه، وواصل العمال البناء خلال الحرب الأهلية الأمريكية، واكتمل البناء في عام 1873. أصبحت معلماً تاريخياً وطنياً في عام 1962 والحفاظ على منظمة غير ربحية تساهم 83.5٪ من الميزانية المركزية بارك دولار 37.5 مليون دولار أمريكي سنوياً، ويوضع 80.7٪ من المال لدفع راتب الموظفين وللصيانة في الحديقة.

## الوصف

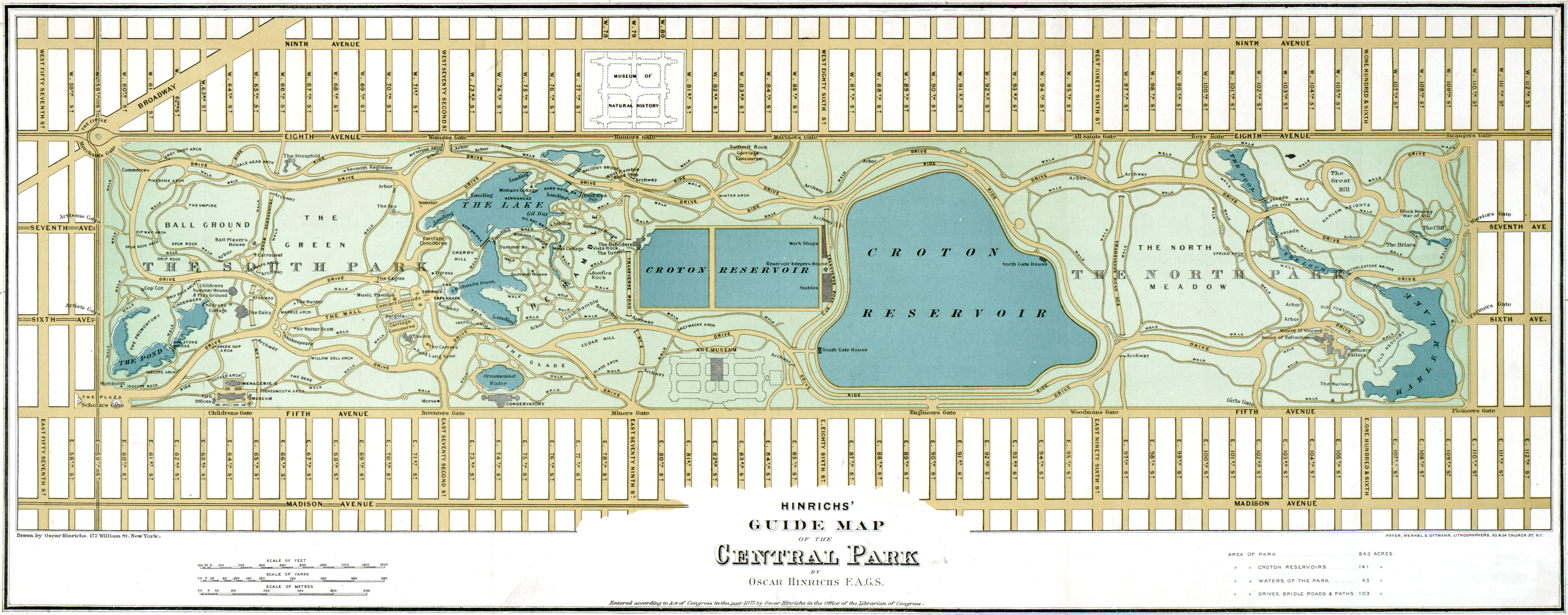
خارطة سنترال بارك

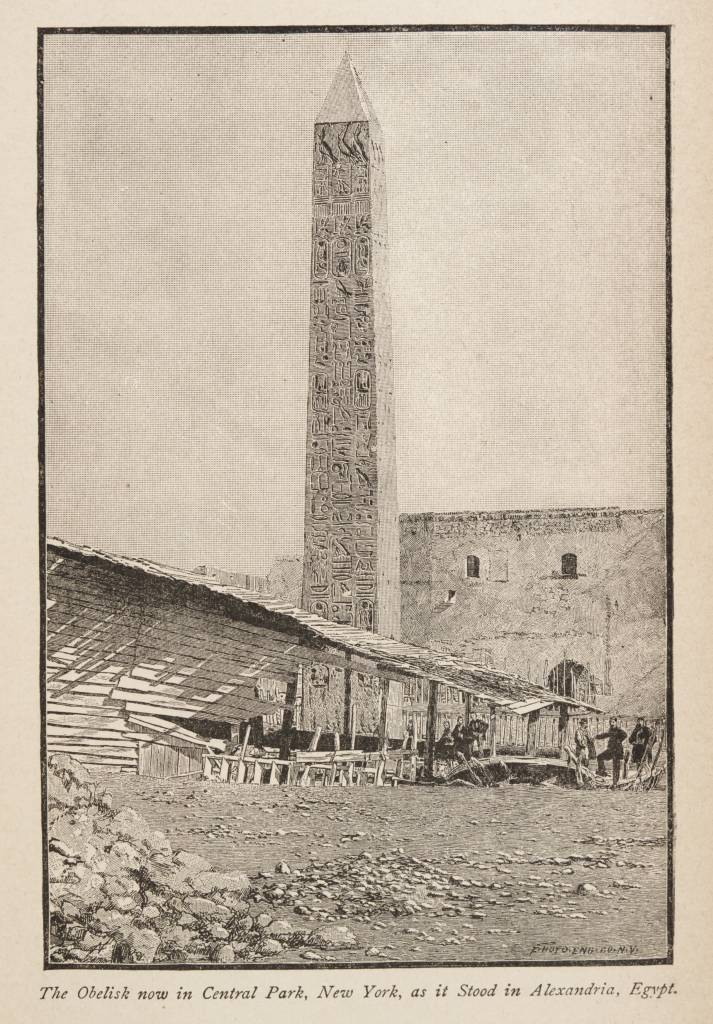
المسلة المصرية كما كانت سنة 1884م قبل نقلها لنيويورك من الإسكندرية

### التصميم والتخطيط
و قد تم تصميم الحديقة والتي كانت معلماً تاريخياً وطنياً منذ عام 1963، من قبل مصمم المعماري البيئي والكاتب فريدريك لو أولمستيد في عام 1858 بعد فوزه في مسابقة التصميم. كما أنه مصمم بروكلين بروسبكت بارك. ويحد سنترال بارك من الشمال الغربي شارع 110، ومن الجنوب الغربي شارع 59، ومن الغرب شارع 8. على طول الحدود في الحديقة.

### الزوار
تتلقى سنترال بارك نحو خمسة وثلاثين مليون زائر سنوياً،  وهو أحد أكثر المناطق الحضرية في الولايات المتحدة تلقياً للسواح والزوار. وافتتح على 770 فدان (3.1 km2) من الأراضي المملوكة للمدينة وتوسعت إلى 843 فدان. هو 2.5 ميل (4 كم) لفترة طويلة بين شارع 59 (سنترال بارك)، وشارع 110 (سنترال بارك شمال)، وهو 0.5 ميل (0.8 كم) واسعة بين الجادة الخامسة ووسط غرب الحديقة. وقد خدم حجمها ومكانتها الثقافية بوصفها نموذجاً للحدائق الحضرية كثيرة بما في ذلك بوابة سان فرانسيسكو بارك الذهبي، وحديقة أوينو في طوكيو، وحديقة في فانكوفر ستانلي، ولكن الجغرافيا مقيدة بشكل فريد من مانهاتن، وجعلت هذه الحديقة جزء لا يتجزأ لهوية مدينة لها.

### التاريخ

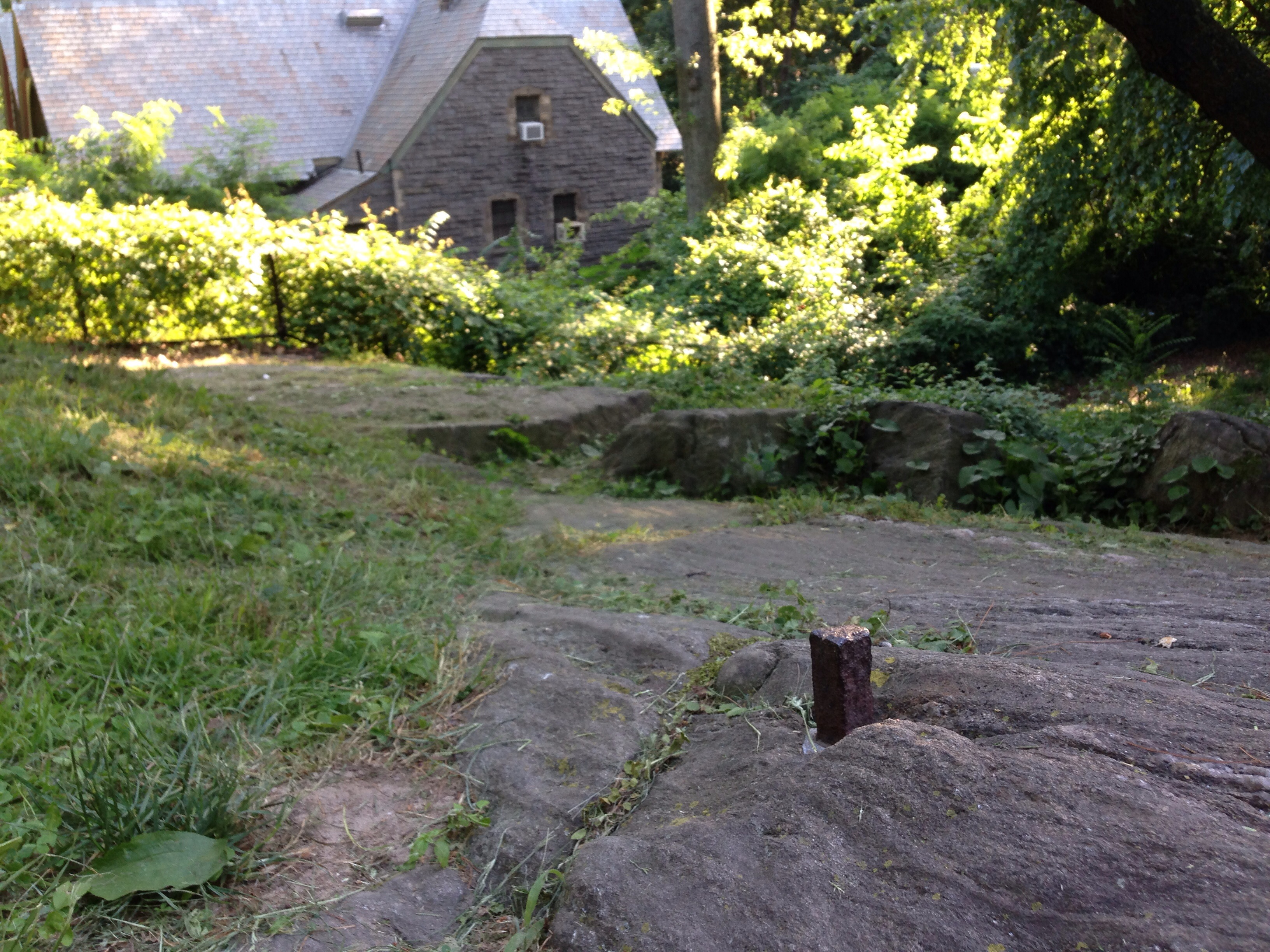
Randel's surveying bolt

ما بين 1821م و1855م تضاعفت نسبة السكان في مدينة نيويورك أربعة أضعاف وعندما توسعت المدينة تنبه الناس إلي قلة وجود الأماكن المفتوحة للهروب من ضوضاء المدينة وحياتها الفوضوية.
قبل ذلك لم تكن الحديقة جزءاً من خطة المفوضين لعام 1811 ثم قام جون راندل بإستطلاع المكان وعمل الرفع المساحي لقطعة الأرض حيث الأثر الوحيد لهذا الرفع المساحي «المسمار» ما زال ظاهراً كجزء لا يتجزأ من الصخرة التي تحته.

### الصيانة
يتم الحفاظ على حديقة سنترال بارك، وخاصة، من قبل المؤسسة غير الربحية التي تدير الحديقة بموجب عقد مع إدارة مدينة نيويورك ولجنة المتنزهات والاستجمام.
وكان النظام يعمل بشكل جيد حتى أنه في عام 2006 تم الحفاظ على إنشاء الحدائق التاريخية مبادرة هارلم، وتوفير الدعم في مجال الصيانة والبستنة والتوجيه في حديقة مورنينجسايد، وسانت نيكولاس بارك، جاكي روبنسون حديقة، وماركوس غارفي بارك.

## منوعات
- منذ الستينات، كانت هناك حملة شعبية لاستعادة الحديقة إلى حالتها القديمة ومنع دخول السيارات إليها. على مر السنين، على الرغم من عدم السماح للسيارات بالدخول بشكل كامل حالياً وقاومت من قبل عمدة المدينة بلومبرغ.
- خدمة الإسعاف في سنترال بارك هي من المتطوعين الذين يوفرون خدمة مجانية لحالات الطوارئ الطبية لزوار الحديقة والشوارع المحيطة بها. تعمل دورية دراجة للاستجابة السريعة لحالات الطوارئ، وخاصة خلال الأحداث الكبرى مثل ماراثون مدينة نيويورك، دورة ألعاب النوايا الحسنة عام 1998، والحفلات الموسيقية التي تقام في الحديقة.
- عدد السكان في الحديقة هو 18 شخصاً، 12 من الذكور و6 من الإناث، حيث يبلغ متوسط العمر من 38.5 عاماً، ومعدل حجم الأسرة الواحدة 2.33، ما يزيد على 3 منازل.[13]
- سنترال بارك هو الموقع الأكثر تصويراً في العالم. فقد تم تصوير أكثر من 305 فيلما داخل الحديقة.
- يوجد 25 من المنحوتات المشهورة في الحديقة.

## ميزات المناظر الطبيعية

### جيولوجيا

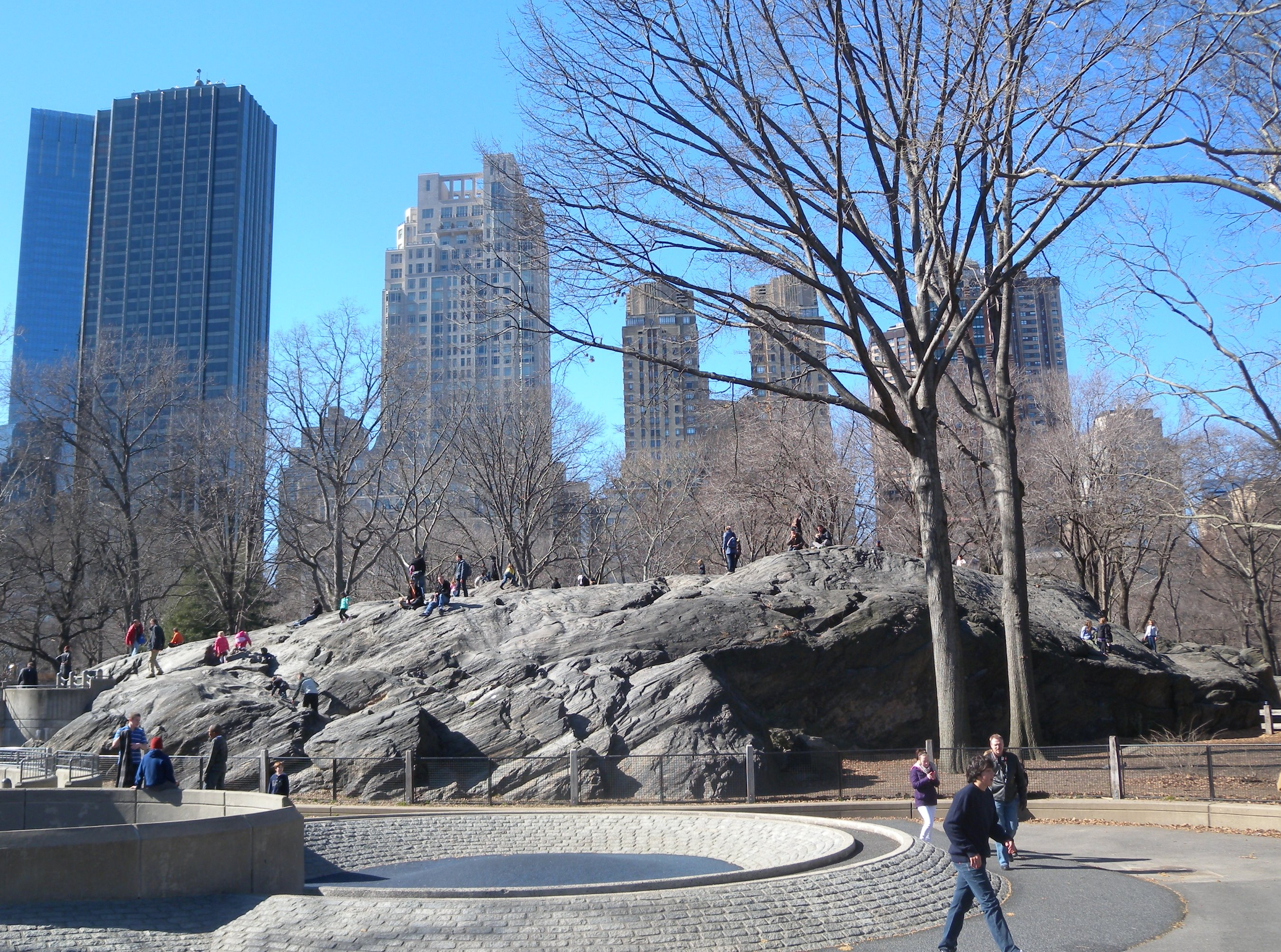
الجانب الشرقي من صخرة الفئران

يوجد في مانهاتن أربعة أنواع مختلفة من حجر الأساس وفي سنترال بارك، يوجد النوعان مانهاتن شيست وهارتلاند شست، وكلاهما صخور رسوبية متحولة في نتوءات مختلفة. والنوعان الآخران لا يظهران في الحديقة وهما ذا برونكس (طبقة أعمق أقدم) ورخام Inwood (الحجر الجيري المتحور الذي يغطى النيس).   
تم تشكيل النوع الأول Fordham gneiss والذي يتكون من الصخور النارية المتحولة قبل مليار سنة، خلال تكون جبال جرينفيل التي حدثت أثناء إنشاء قارة عظمى قديمة، وتشكلت مانهاتن شيست وشست هارتلاند في محيط إيبتوس خلال تكون جبال تاكونيك في حقبة الحياة القديمة قبل حوالي 450 مليون سنة، عندما بدأت الصفائح التكتونية في الاندماج لتشكل القارة العملاقة بانجيا. خط كاميرون وهو منطقة صدع يمر عبر سنترال بارك على محور شرق-غرب، يقسم نتوءات هارتلاند شست إلى الجنوب ومانهاتن شست إلى الشمال. 
غطت الأنهار الجليدية المختلفة منطقة سنترال بارك في الماضي، وكان آخرها نهر ويسكونسن الجليدي الذي انحسر قبل حوالي 12 ألف سنة، ويمكن رؤية أدلة على وجود أنهار جليدية في الماضي في جميع أنحاء المنتزه في شكل شذوذ جليدي (صخور كبيرة سقطت من النهر الجليدي المتراجع) وشقوق جليدية بين الشمال والجنوب مرئية على النتوءات الحجرية.   محاذاة للخرافات الجليدية تسمى «القطارات الصخرية» في جميع أنحاء سنترال بارك. وأبرز هذه النتوءات هي صخرة الجرذ (المعروفة أيضًا باسم صخرة أمباير) وهي نتوء دائري في الركن الجنوبي الغربي من المنتزه،  يبلغ عرضها 55 قدم (17 م) وطولها 15 قدم (4.6 م) مع أوجه مختلفة من الشرق والغرب والشمال.   توجد حفرة جليدية واحدة بها طين أصفر بالقرب من الركن الجنوبي الغربي من الحديقة.  
تم تغيير الجيولوجيا الجوفية لسنترال بارك من خلال إنشاء العديد من خطوط مترو الأنفاق تحتها، وبواسطة نفق مدينة نيويورك المائي رقم 3 والذي يقع في عمق 700 قدم (210 م)، وقد كشفت الحفريات الخاصة بالمشروع عن البجماتيت والفلسبار والكوارتز والبيوتايت والعديد من المعادن. 

### المناطق المشجرة

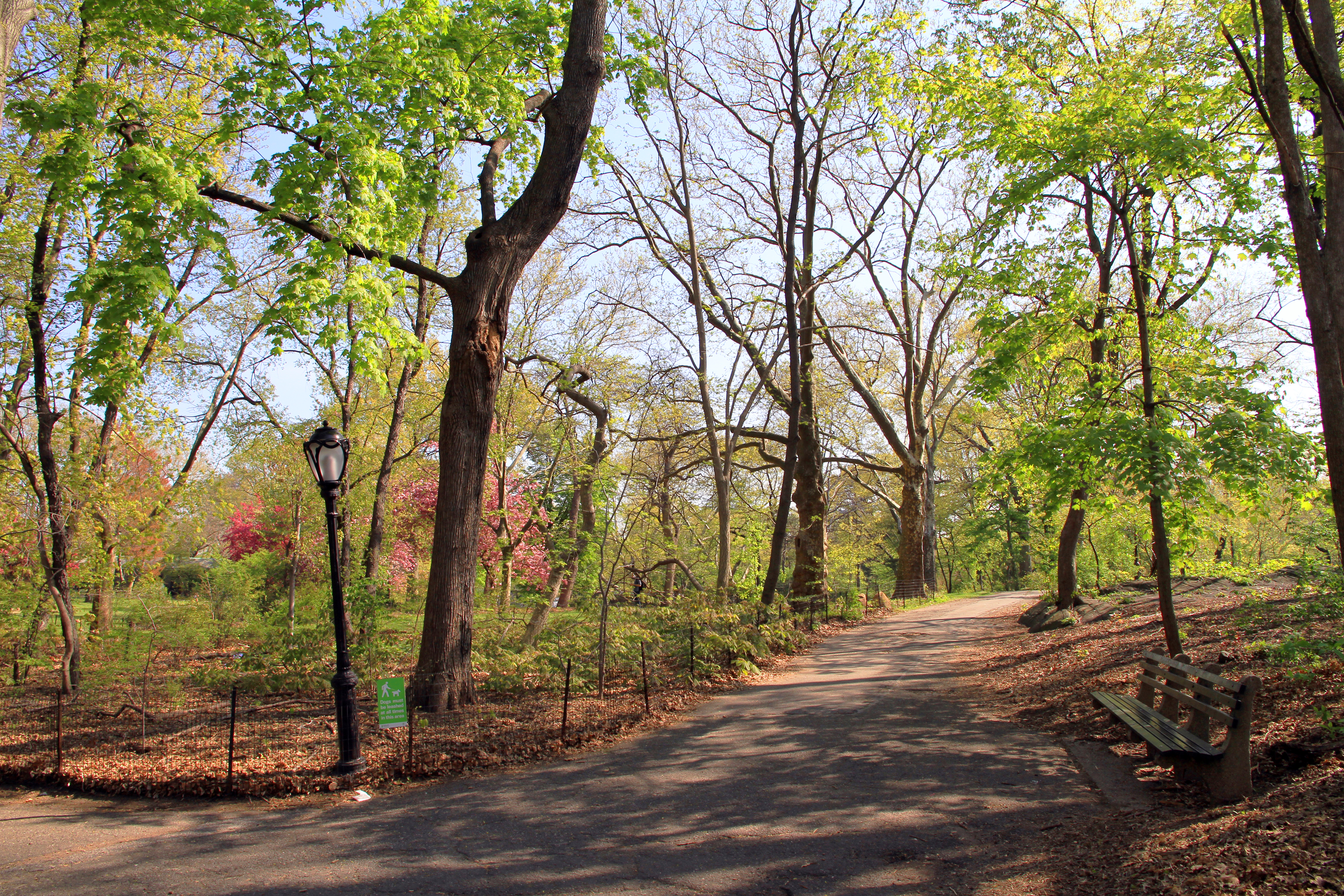
منطقة مشجرة من رامبل

توجد ثلاث مناطق مشجرة في سنترال بارك: نورث وودز ورامبل ومحمية هاليت الطبيعية.  وتعد نورث وودز أكبر الغابات وتقع في الركن الشمالي الغربي من سنترال بارك.   وتغطي حوالي 90 أكر (36 ها) بجوار North Meadow.  ينطبق الاسم أحيانًا على مناطق الجذب الأخرى في الطرف الشمالي للحديقة؛ ويمكن أن تبلغ هذه الميزات المجاورة بالإضافة إلى مساحة نورث وودز 200 أكر (81 ها)، حيث يحتوي نورث وودز على وادي بمساحة 55 أكر (22 ها)، وغابة بها أشجار متساقطة الأوراق على منحدرها الشمالي الغربي، وبحيرة لوخ، وهي عبارة عن تيار صغير يمر بشكل مائل عبر نورث وودز.  
تقع منطقة رامبل في الثلث الجنوبي من الحديقة بجوار البحيرة،   حيث تغطي 36 إلى 38 أكر (15 إلى 15 ها)، وتحتوي على سلسلة من المسارات المتعرجة، وعلى مجموعة متنوعة من النباتات والنباتات الأخرى التي تجذب عددًا كبيرًا من الطيور.  وتم رصد 250 على الأقل من أنواع من الطيور في رامبل على مر السنين،  وتاريخيا كانت رامبل معروفة بأنها مكان للقاءات مثلي الجنس خاصة بسبب عزلتها.
يقع Hallett Nature Sanctuary في الركن الجنوبي الشرقي من الحديقة،   وهي أصغر منطقة غابات بمساحة 4 أكر (1.6 ها). وقد كانت يُعرف في الأصل باسم برومونتوري، وأعيد تسميتها على اسم الناشط المدني جورج هيرفي هاليت جونيور في عام 1986.   تم إغلاق محمية هاليت من عام 1934 حتى أعيد فتحها في مايو 2016 وسمح بوصول محدود لها.
تصنف Central Park Conservancy مساحاتها الخضراء المتبقية إلى أربعة أنواع من المروج، مصنفة أبجديًا بناءً على الاستخدام ومقدار الصيانة اللازمة، حيث يوجد سبع «مروج» ذات أولوية عالية، تغطي مجتمعة مساحة 65 أكر (26 ها)، اوهي محاطة بأسوار بشكل دائم ويتم صيانتها باستمرار ويتم إغلاقها خلال غير موسمها. ويوجد 16 منطقة أخرى تغطي 37 أكر (15 ها)، مصنفة كـ "B Lawns" ويتم تسييجها فقط في غير المواسم. 

### المجاري المائية
تعد سنترال بارك موطنًا للعديد من المسطحات المائية،  حيث تقع بحيرة هارلم مير في أقصى الشمال بالقرب من الركن الشمالي الشرقي من الحديقة وتغطي ما يقرب من 11 أكر (4.5 ها).  وتقع في منطقة غابات من أشجار البلوط والسرو والزان، وقد سميت على اسم هارلم وهي واحدة من أولى مجتمعات الضواحي في مانهاتن، وتم بناؤها بعد الانتهاء من الجزء الجنوبي من الحديقة. 

## الحيوانات البرية
سنترال بارك متنوع بيولوجيا. وجد مسح في 2013 وجود 571 نوع،  بما في ذلك 173 نوع لم يكن معروفًا وجودها في الحديقة من قبل.

### النباتية
اعتبارًا من 2011 كان لدى سنترال بارك أكثر من 20 ألف شجرة،  بنقص 6 ألف شجرة تم تسجيلها في الحديقة عام 1993. والغالبية العظمى من الأشجار من مدينة نيويورك، ولكن هناك عدة مجموعات من الأنواع غير الأصلية. مع استثناءات قليلة، تم زراعة أو استيراد أكثر من أربعة ملايين شجرة وشجيرة ونبات تمثل حوالي 1500 نوعًا إلى المتنزه. وفي السنوات الأولى لسنترال بارك تم الحفاظ على اثنتين منمشاتل نباتات داخل حدود المتنزه،  وفي وقت لاحق، تولى Central Park Conservancy أعمال الصيانة الدورية لنباتات الحديقة، حيث خصص البستانيين لواحدة من 49 «منطقة» لأغراض الصيانة.
تحتوي حديقة سنترال بارك على عشرة مجموعات من «الأشجار الكبيرة» التي تم التعرف عليها بشكل خاص من قبل مدينة نيويورك باركس، ومن بينها أربعة أفراد من عائلة دردار أمريكي وAmerican Elm Grove، و600 من أشجار الصنوبر في آرثر روس بينيتوم،   تعد أشجار الدردار الأمريكية في سنترال بارك أكبر المدرجات المتبقية في شمال شرق الولايات المتحدة، وهي محمية من خلال عزلها عن مرض الدردار الهولندي الذي دمر الشجرة في جميع أنحاء موطنها الأصلي،  هناك العديد من «مسارات المشي على الأشجار» التي تمر عبر سنترال بارك.

### الحيوانات

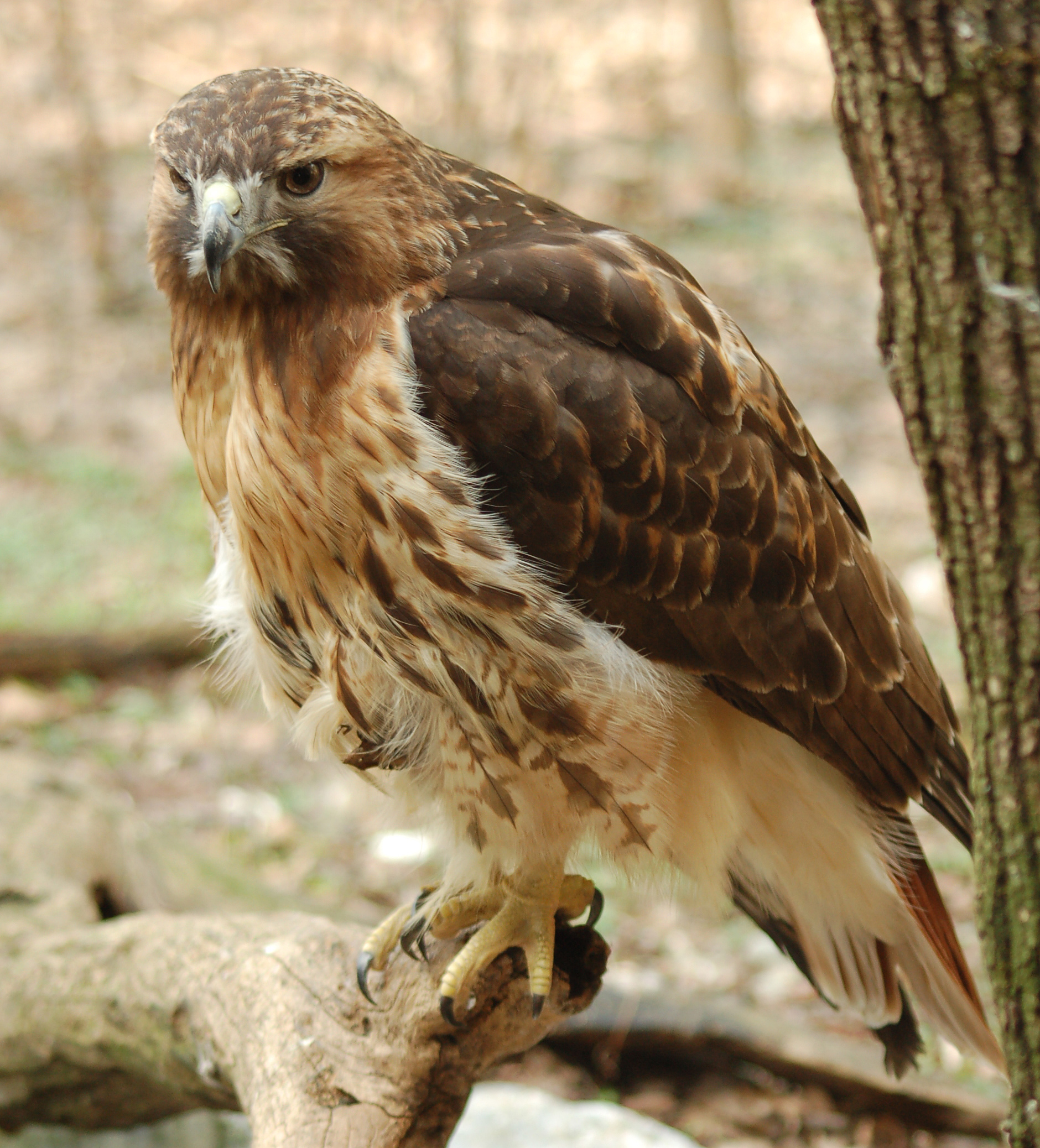
الصقر أحمر الذيل، أحد أنواع الطيور الموجودة في سنترال بارك

تحتوي سنترال بارك على العديد من الطيور المهاجرة أثناء هجرتها في الربيع والخريف على مسار الطيران الأطلسي،  وقد وجدت أول قائمة رسمية للطيور في سنترال بارك وجود 235 نوع من الطيور وقد تم نشره في Forest and Stream في عام 1886 بواسطة Augustus G. Paine Jr. وLewis B. Woodruff. وبشكل عام شوهد في الحديقة 303 شوهدت نوع من الطيور منذ نشر أول قائمة رسمية للسجلات،  ويتم رصد ما يقدر بنحو 200 نوع كل موسم.
لا توجد وحدة مسؤولة عن تتبع أنواع الطيور في سنترال بارك،  ومن الطيور الأكثر شهرة الصقر أحمر الذيل،  وقد حظيت بطة صيني الملقبة بـ Mandarin Patinkin باهتمام وسائل الإعلام الدولية في أواخر عام 2018 وأوائل عام 2019  نظرًا لمظهرها الملون ووجودها خارج نطاقها الأصلي في شرق آسيا.
يوجد في سنترال بارك ما يقرب من عشرة أنواع من الثدييات اعتبارًا من 2013. تم العثور على الخفافيش في الشقوق المظلمة. وبسبب انتشار حيوانات الراكون تنشر إدارة الحدائق تحذيرات من داء الكلب. ويسكن في الحديقة أيضاً السناجب الرمادية الشرقية، والسنجاب الشرقي، وأبوسوم فرجينيا.
يوجد 223 نوع من اللافقاريات في سنترال بارك. وتم اكتشاف نوع حريش في سنترال بارك في عام 2002، هو واحد من أصغر مئويات في العالم يبلغ طوله 0.4 بوصة (10 مـم). وتعد الخنفساء الآسيوية ذات القرون الطويلة الأكثر انتشارًا من الأنواع الغازية التي أصابت الأشجار في لونغ آيلاند ومانهاتن، بما في ذلك في سنترال بارك.
تعيش السلاحف والأسماك والضفادع في سنترال بارك،  حيث تعيش معظم السلاحف في Turtle Pond، والعديد منها حيوانات أليفة سابقة تم إطلاقها في المنتزه. تنتشر الأسماك على نطاق أوسع، ولكنها تشمل العديد من أنواع المياه العذبة،  مثل رأس الأفعى وهو من الأنواع الغازية. ويُسمح بالصيد في البحيرة والبركة وهارلم مير. وتعد حديقة سنترال بارك موطن لنوعين من البرمائيات: الضفدع الأمريكي والضفدع الأخضر. وقد احتوت الحديقة على ثعابين في أواخر القرن التاسع عشر،  على الرغم من أن ماري وين التي كتبت عن الحياة البرية في سنترال بارك قالت في عام 2008 مقابلة أن الثعابين قد ماتت.

## صور لسنترال بارك

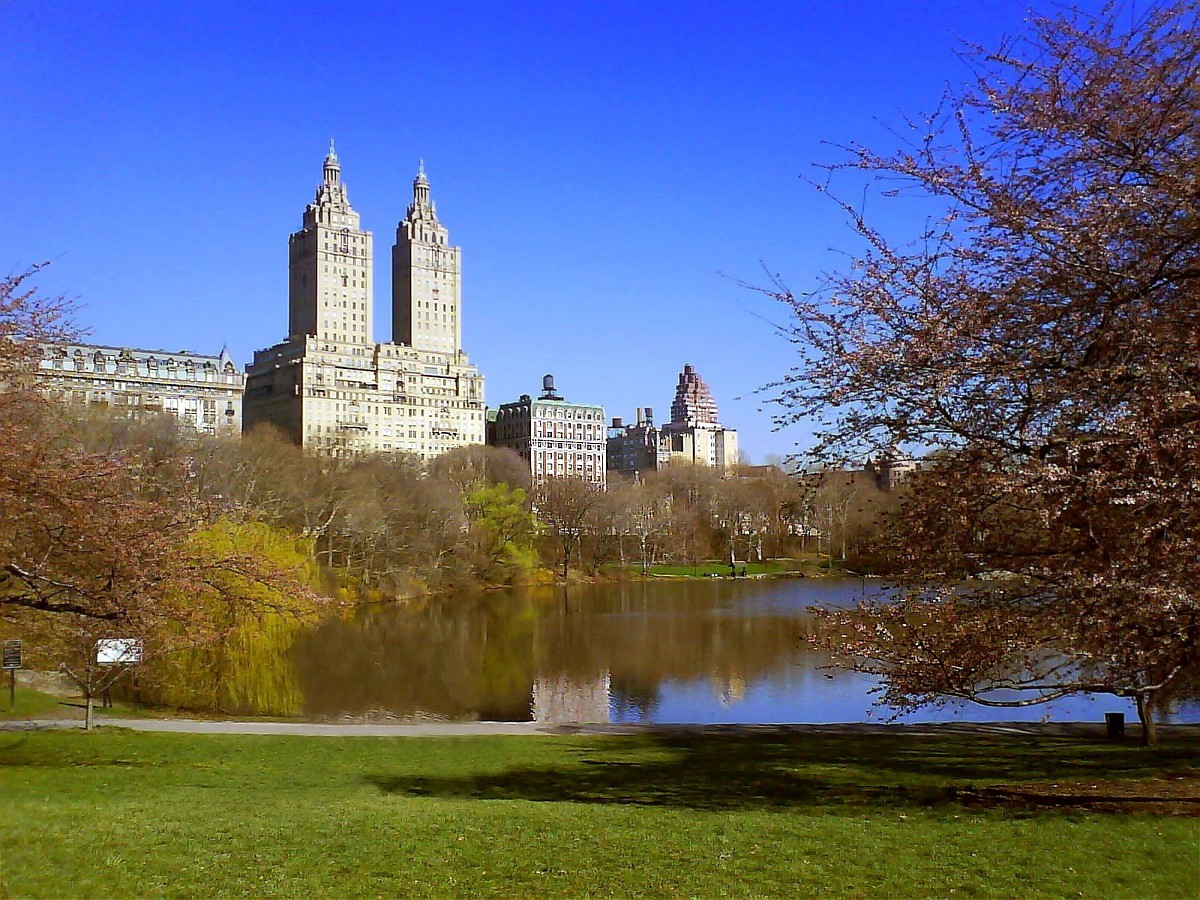
بحيرة سنترال بارك والشقق المجاورة لها
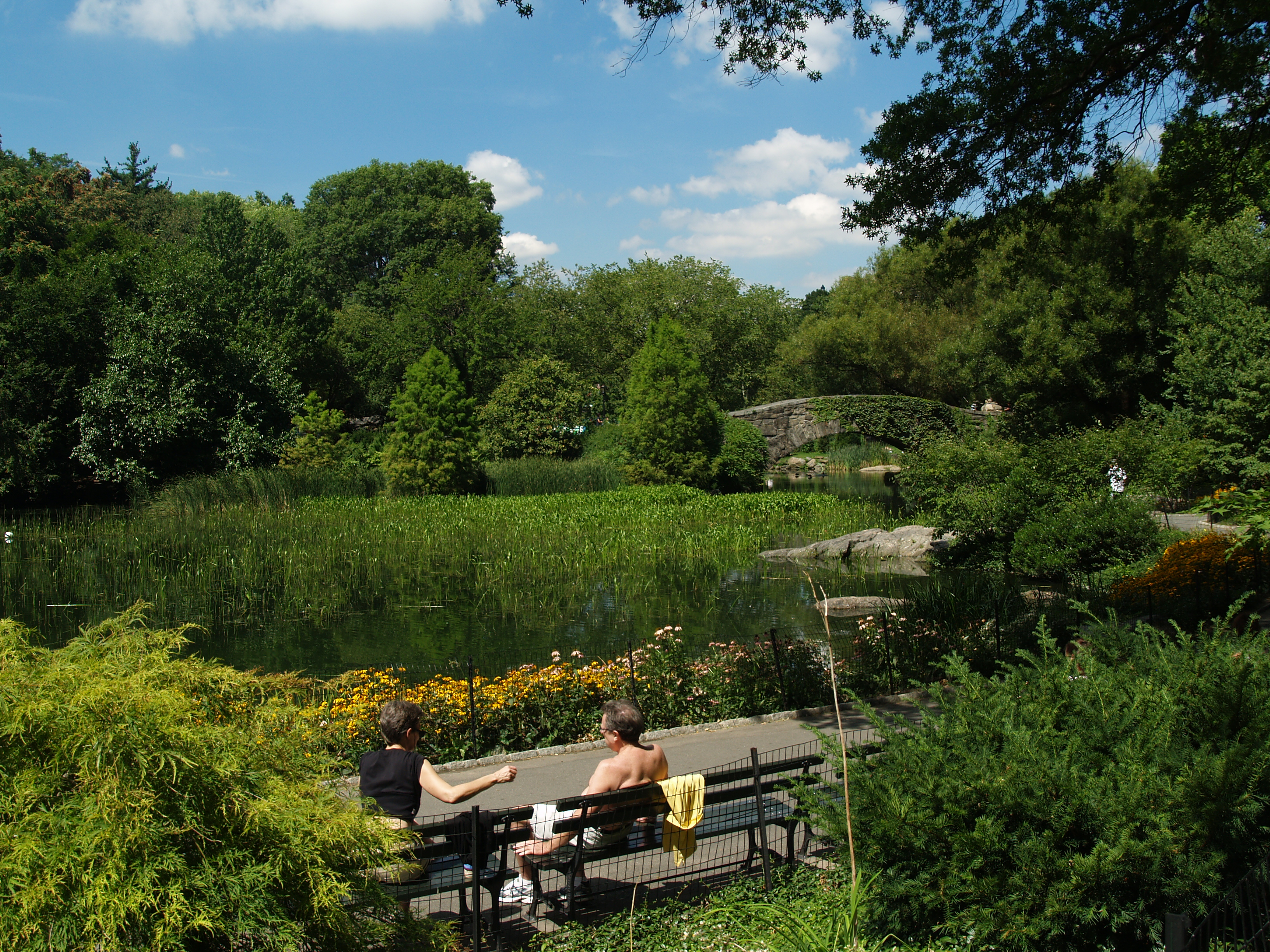
الجزء الجنوبي
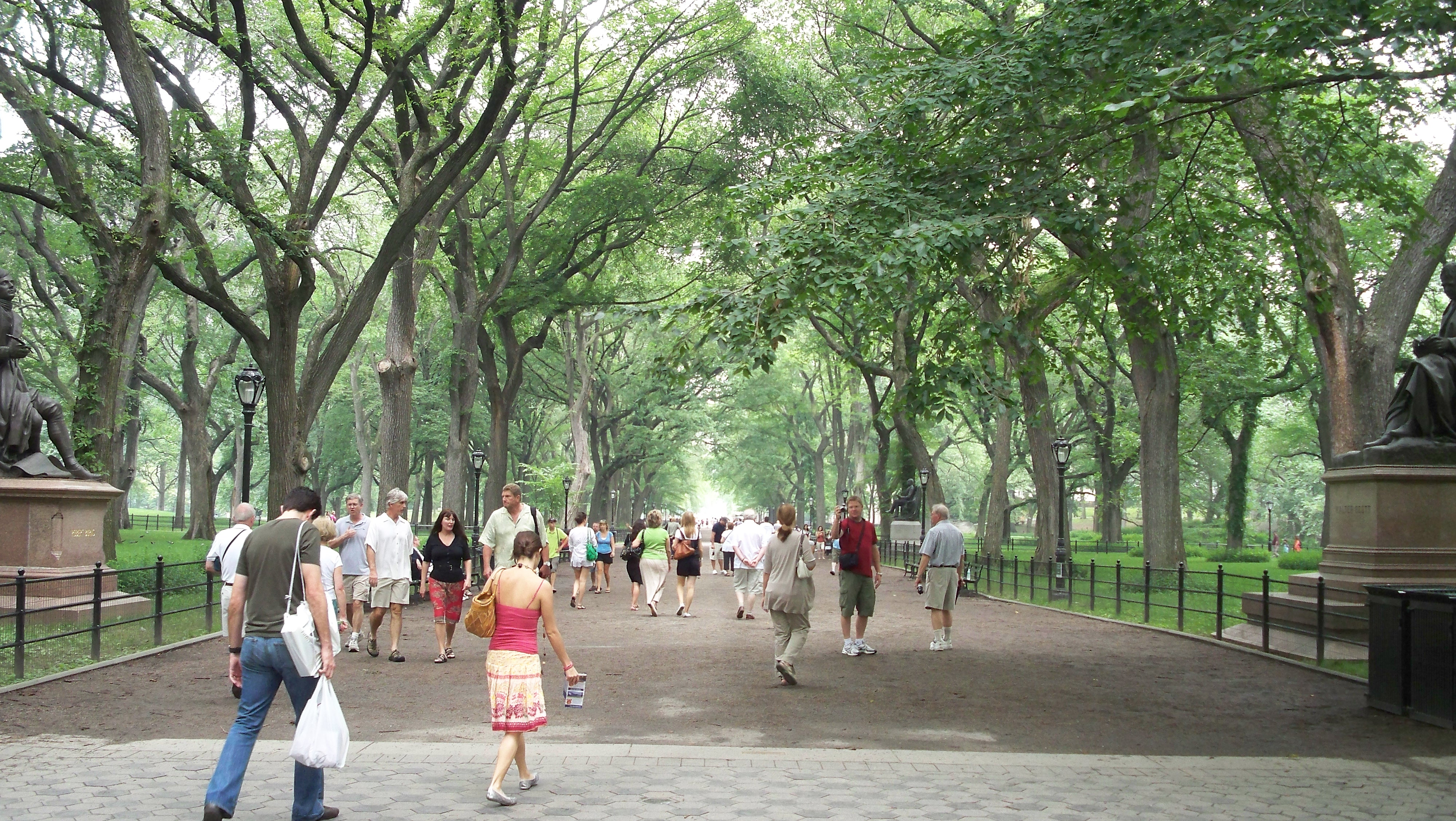
السوق التجاري
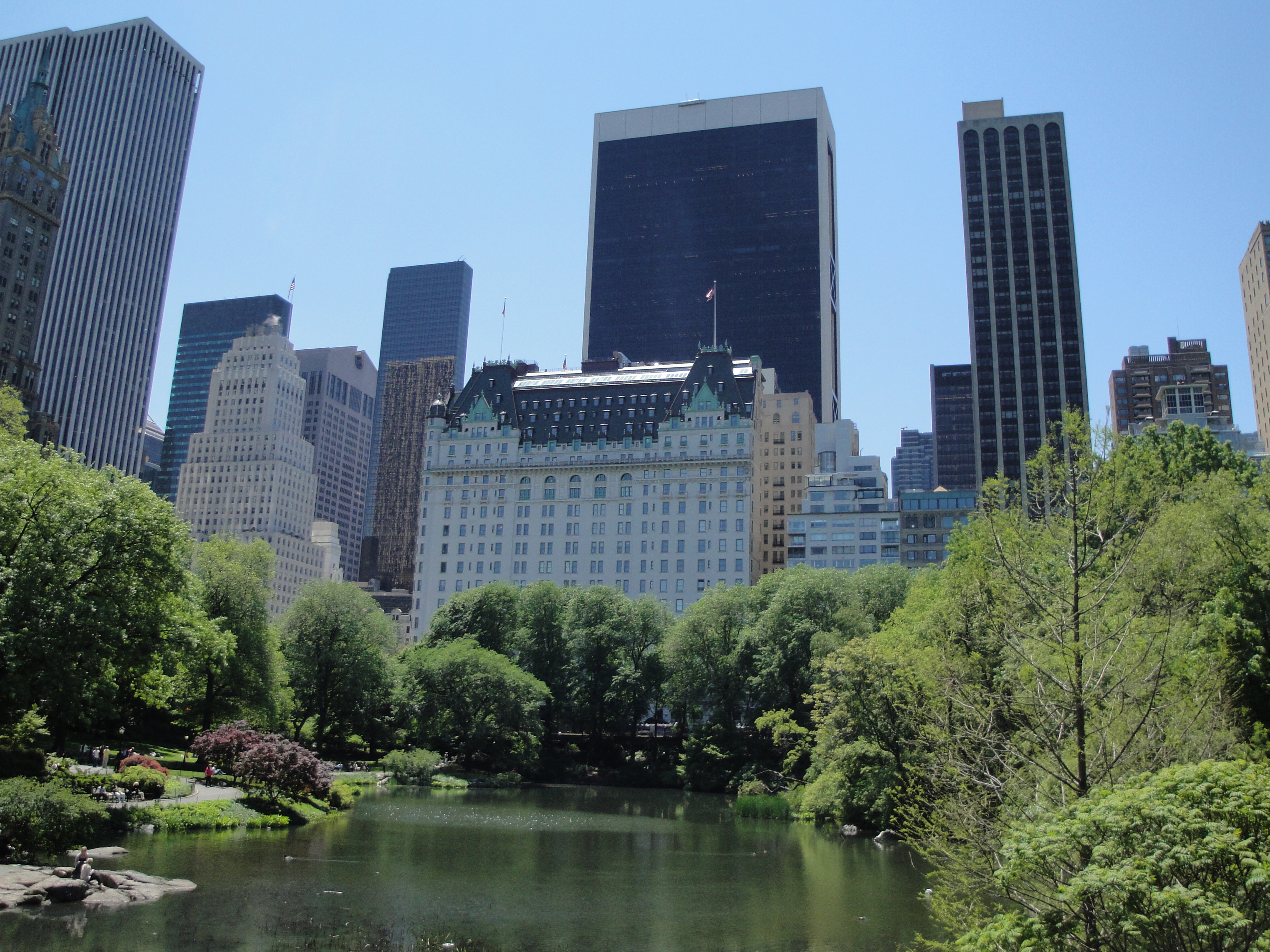
البحيرة الجنوبية
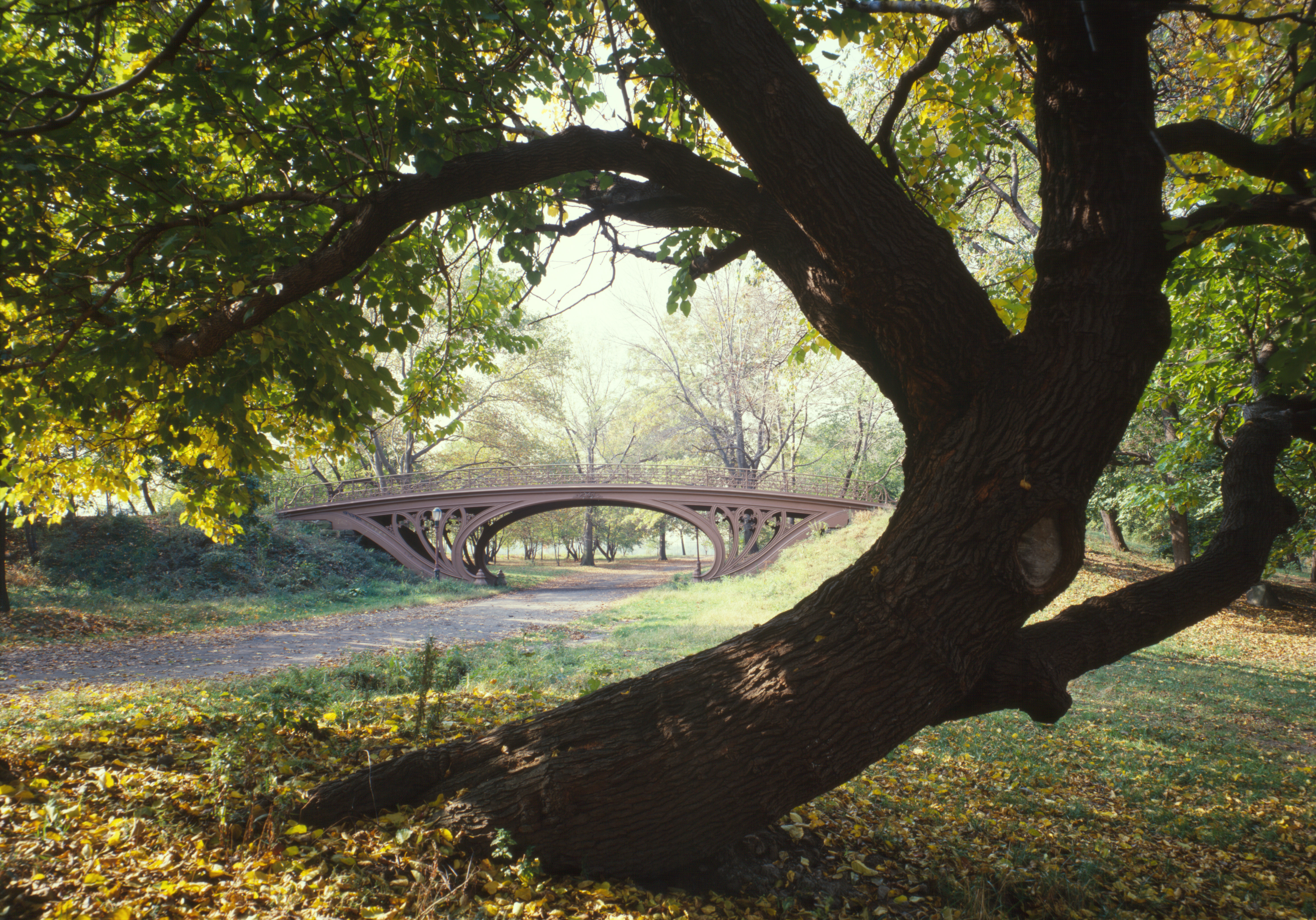
أحد جسور الحديقة
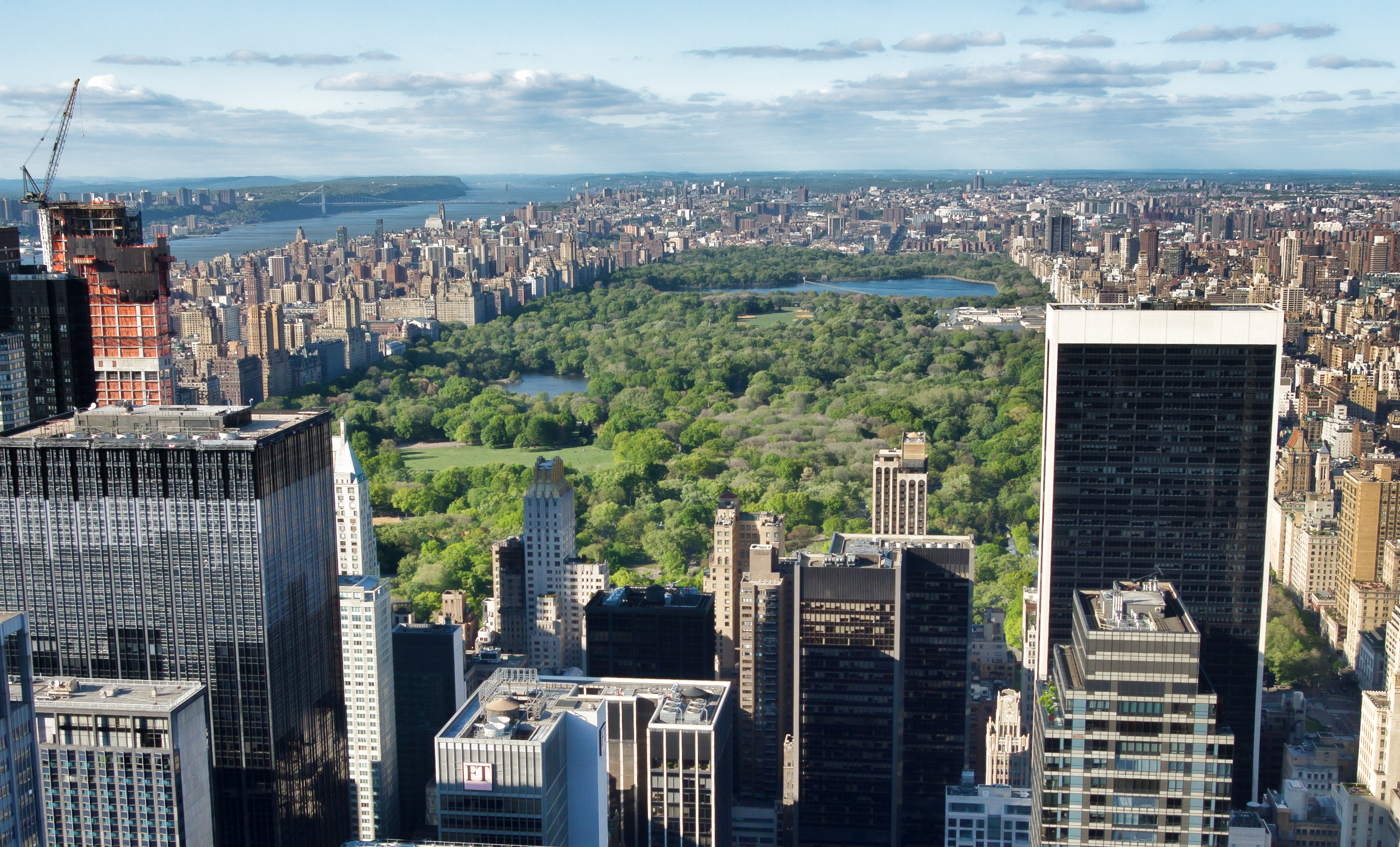
سنترال بارك كما يبدو من أعلى قمة أحد ناطحات السحاب المجاورة
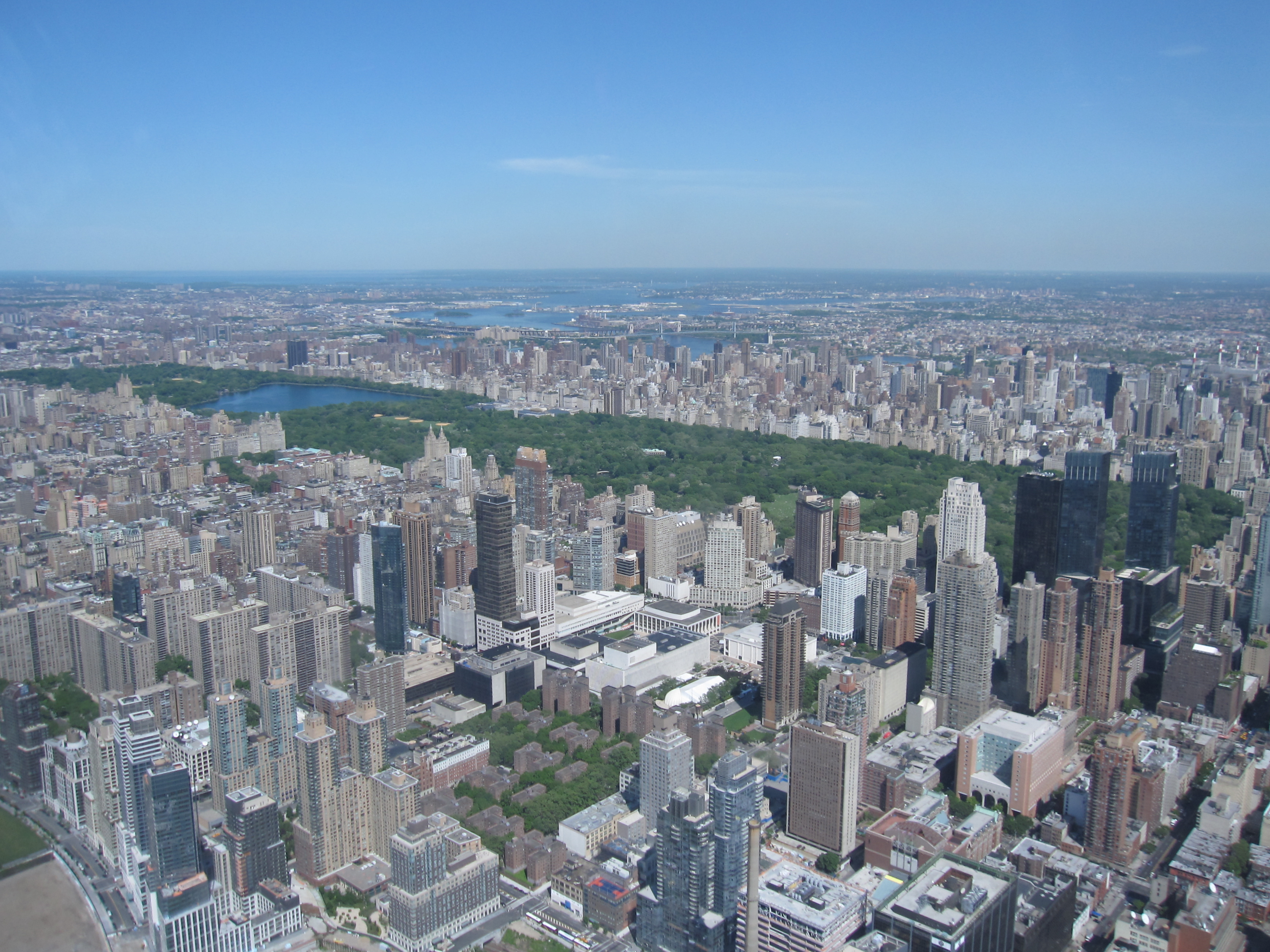
منظر جوي للحديقة
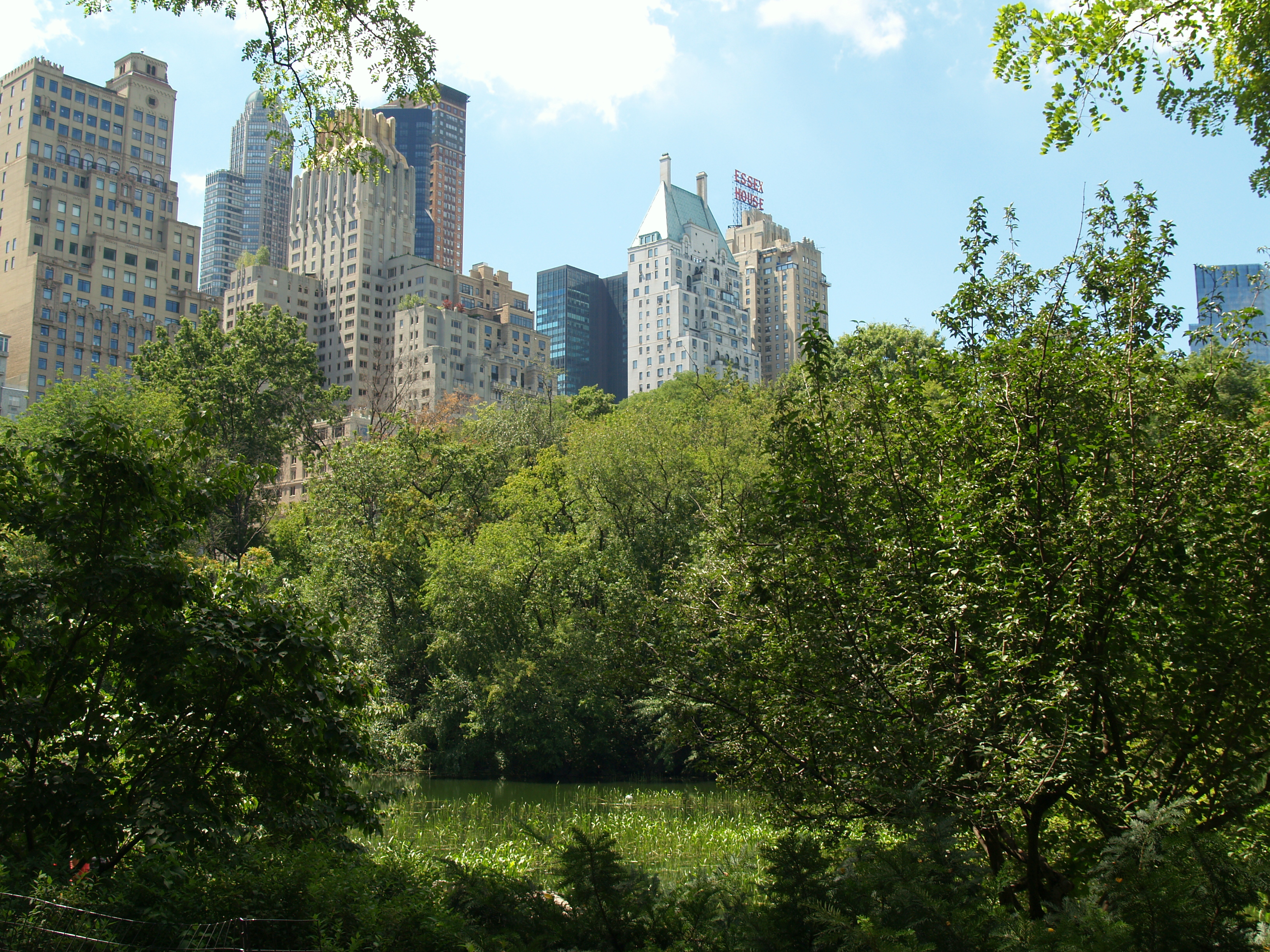
الجزء الجنوبي من البحيرة
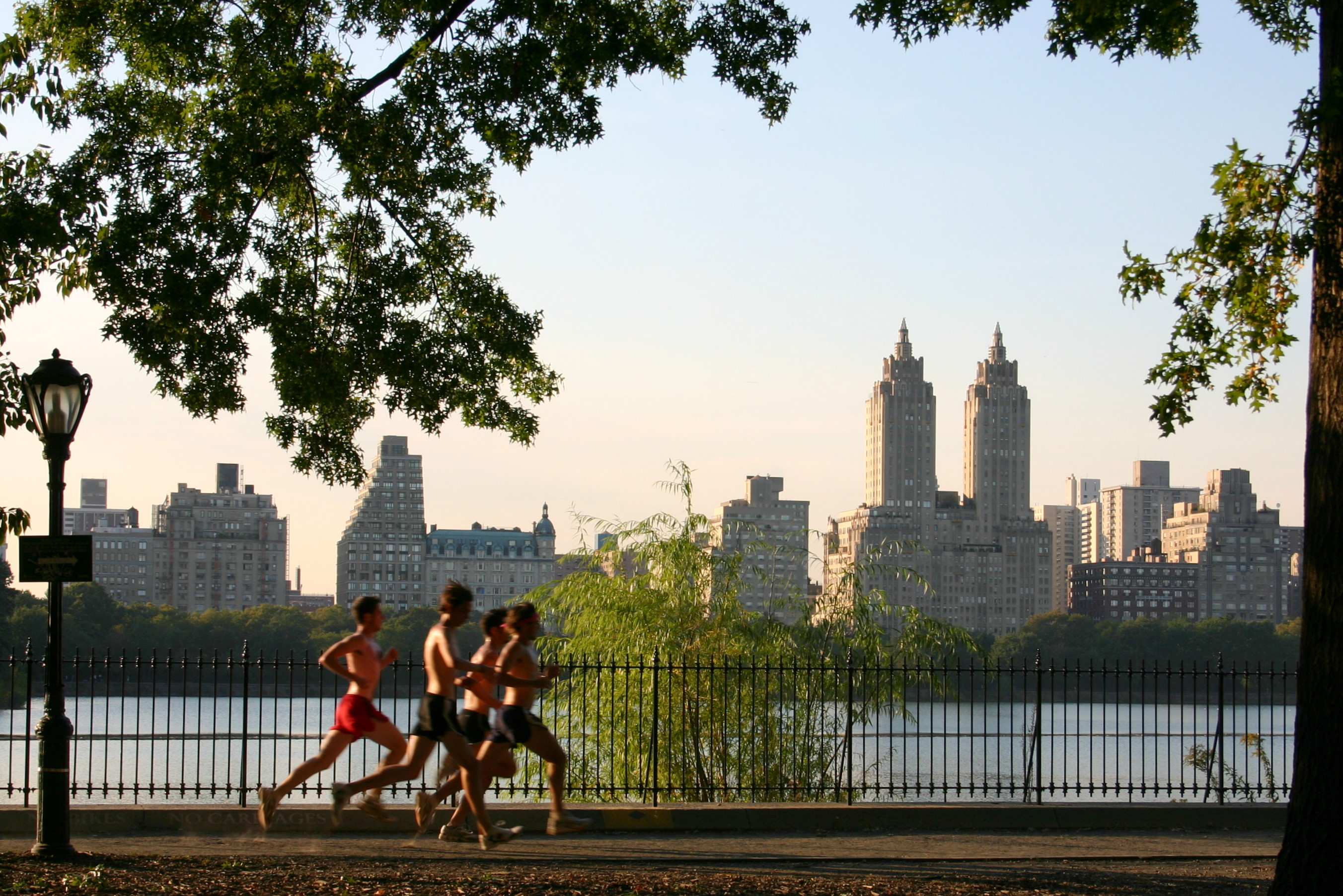
الركض والرياضة في سنترال بارك
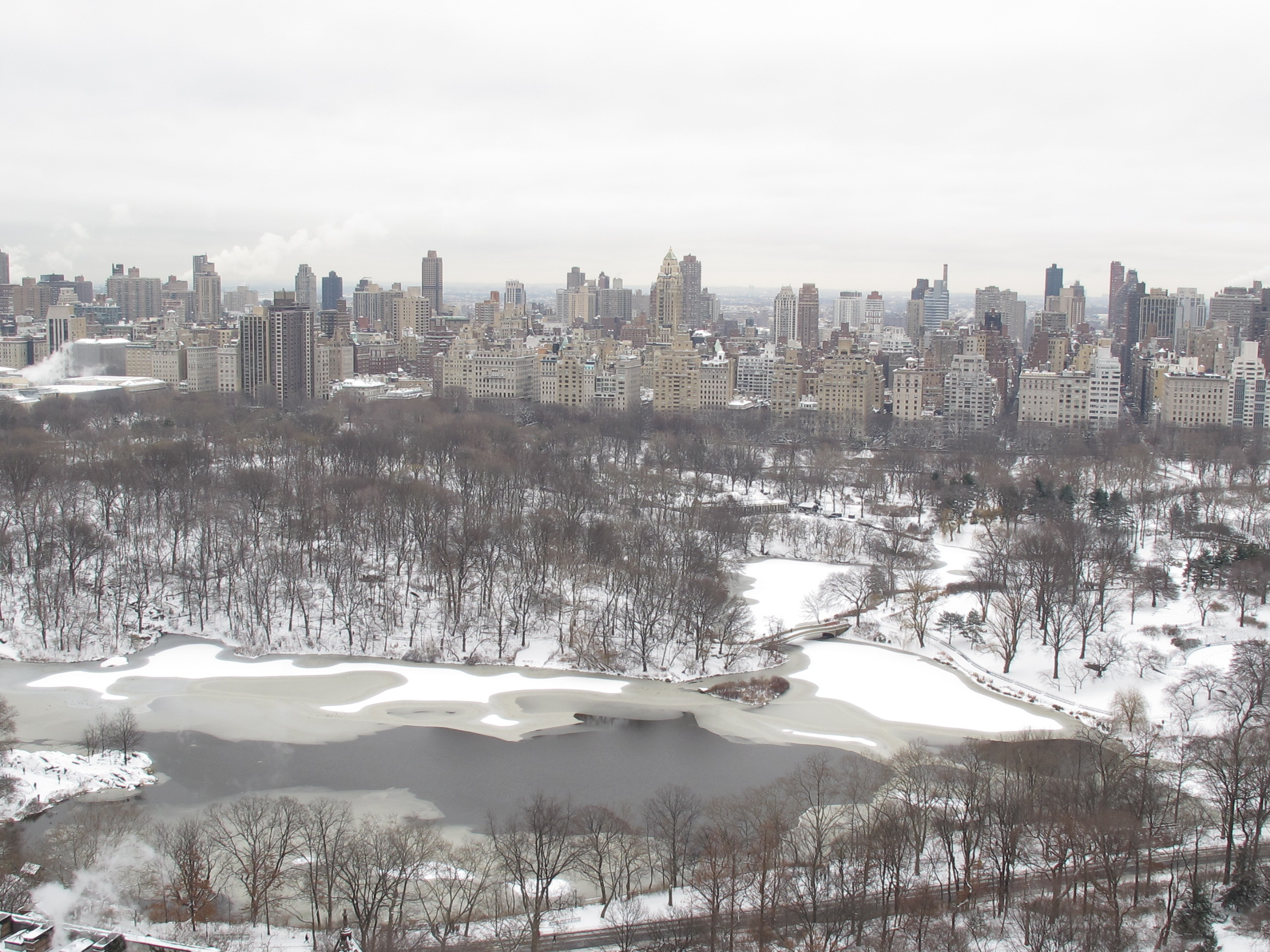
الثلج في سنترال بارك